# Малое Крутое
Малое Крутое — деревня в городском округе Шаховская Московской области в 34 км к юго-западу от рабочего посёлка Шаховская и в 170 км к западу от Москвы. Расположена у истоков рек Рузы и Иночи.

## Население
| 1926 | 2002 | 2006 | 2010 |
| ---- | ---- | ---- | ---- |
| 110  | ↗160 | ↗174 | ↗208 |

## История
В материалах переписи населения 1897 года упоминаний о Малом Крутом нет — существовала только деревня Крутая в 2 км южнее. Позднее это поселение носило название Большое Крутое и прекратило существование после Великой Отечественной войны. Перепись населения СССР 1926 года уже учитывает Малое Крутое как отдельный населённый пункт Косиловского сельсовета с 23 крестьянскими хозяйствами, в которых проживало 110 человек (51 мужчина и 59 женщин).
В 1930 году, в ходе коллективизации, в деревне был создан колхоз имени Сталина. Во время Великой Отечественной войны c октября 1941 года по январь 1942 года Малое Крутое было оккупировано немецко-фашистскими захватчиками. Освобождено 24 января 1942 года в ходе Битвы за Москву. При отступлении немецкие войка почти полностью сожгли деревню.
В 1954 году колхоз имени Ленина, как и колхозы близлежащих деревень, был интегрирован во вновь образованный совхоз Ново-Александровский. С середины 1960-х годов организовано регулярное автобусное сообщение сначала с Шаховской, а затем и с Москвой. С 1960-х до 1993 года на северной окраине деревни работал животноводческий комплекс, закрытый вследствие экономических проблем.
1994—2006 гг. — деревня Косиловского сельского округа Шаховского района.
2006—2015 гг. — деревня сельского поселения Серединское Шаховского района.
2015 г. — н. в. — деревня городского округа Шаховская Московской области.

## Транспорт и социальная сфера
По состоянию на январь 2014 года в Малом Крутом действуют магазин, сельский клуб, зерносклад. В деревне расположена конечная автобусная остановка Ново-Александровка, в день отсюда отправляется 8 автобусных рейсов, один из которых в Москву (станция метро Тушинская). В деревне около 90 домохозяйств, 40 % из которых используются только как дачи. Отсутствие высокооплачиваемой работы в Малом Крутом и соседних населённых пунктах вызывает отток населения в Москву. Ближайшие школа и отделение связи расположены в 7 км к востоку, в деревне Дубранивке.

## Галерея

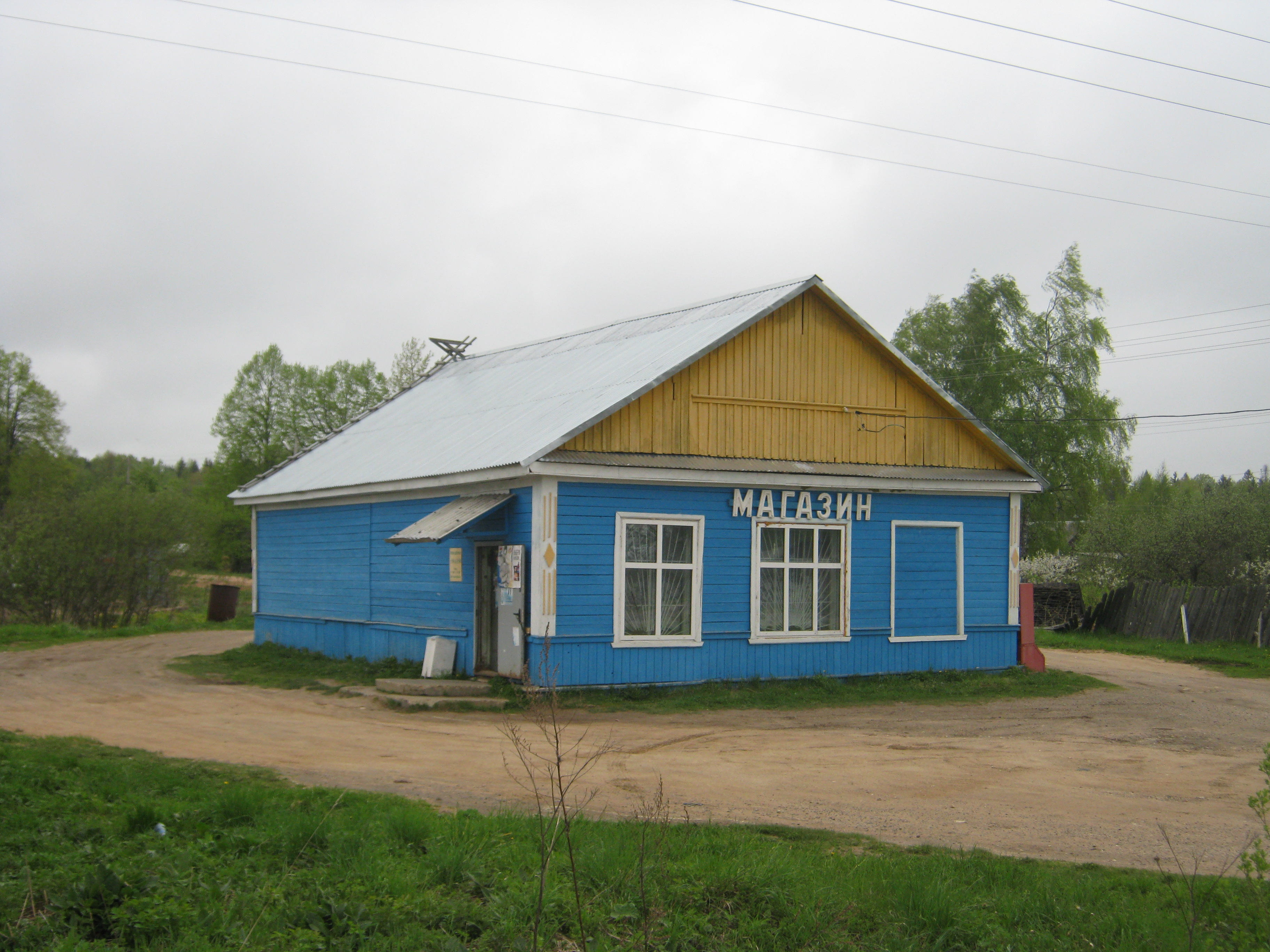
Магазин
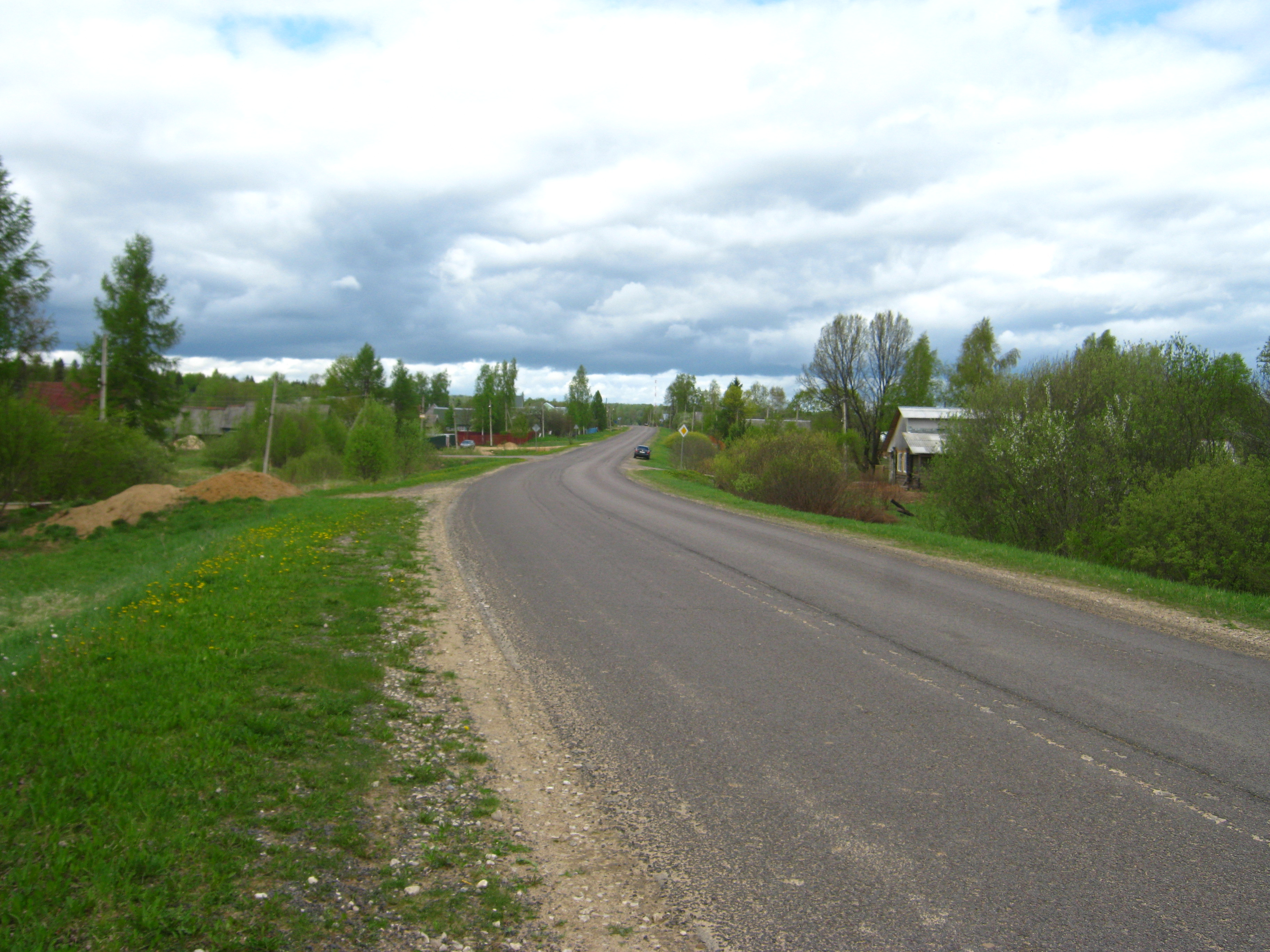
Улица Рогова. Вид с юга на север
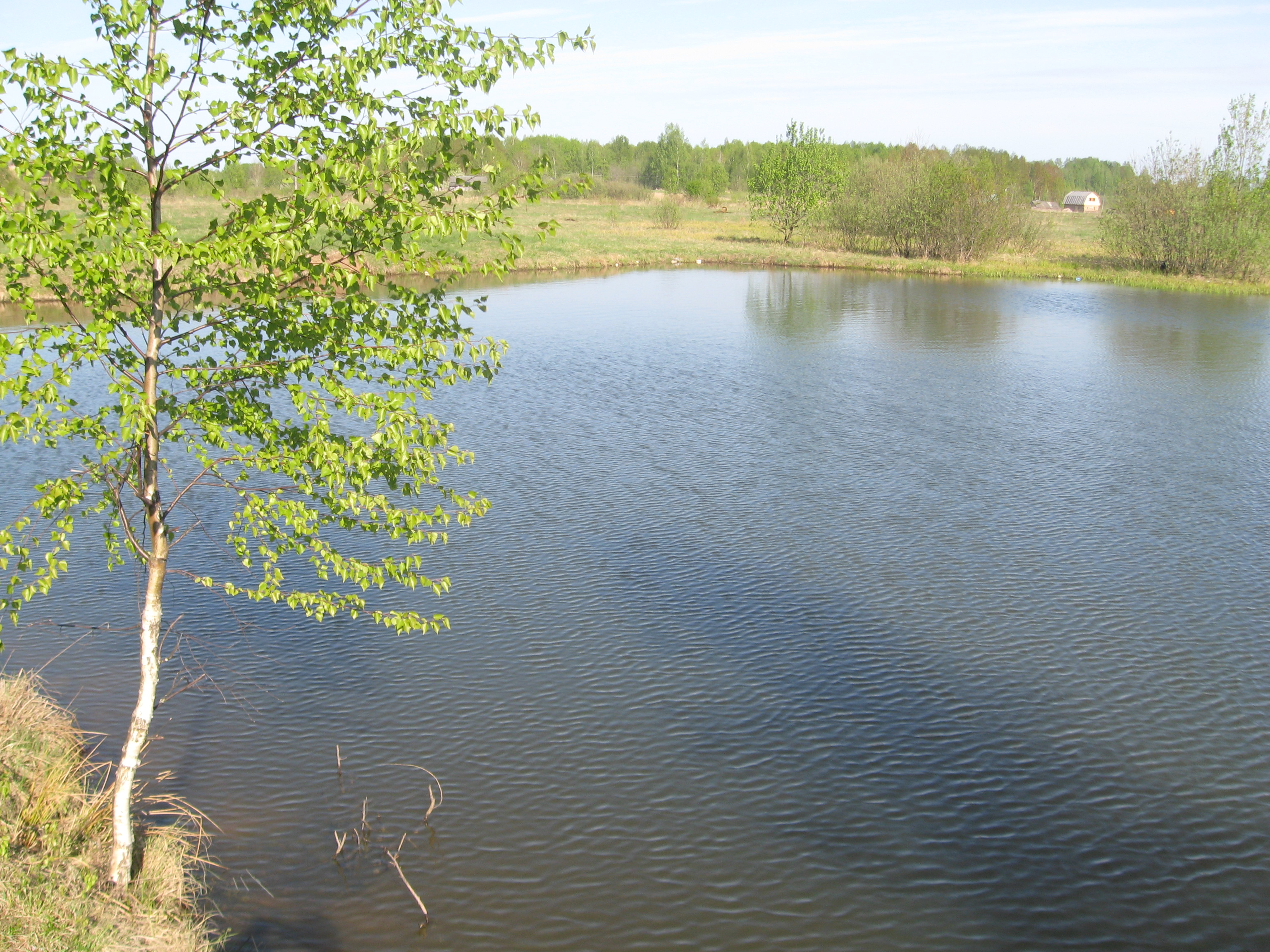
Давыдовский пруд
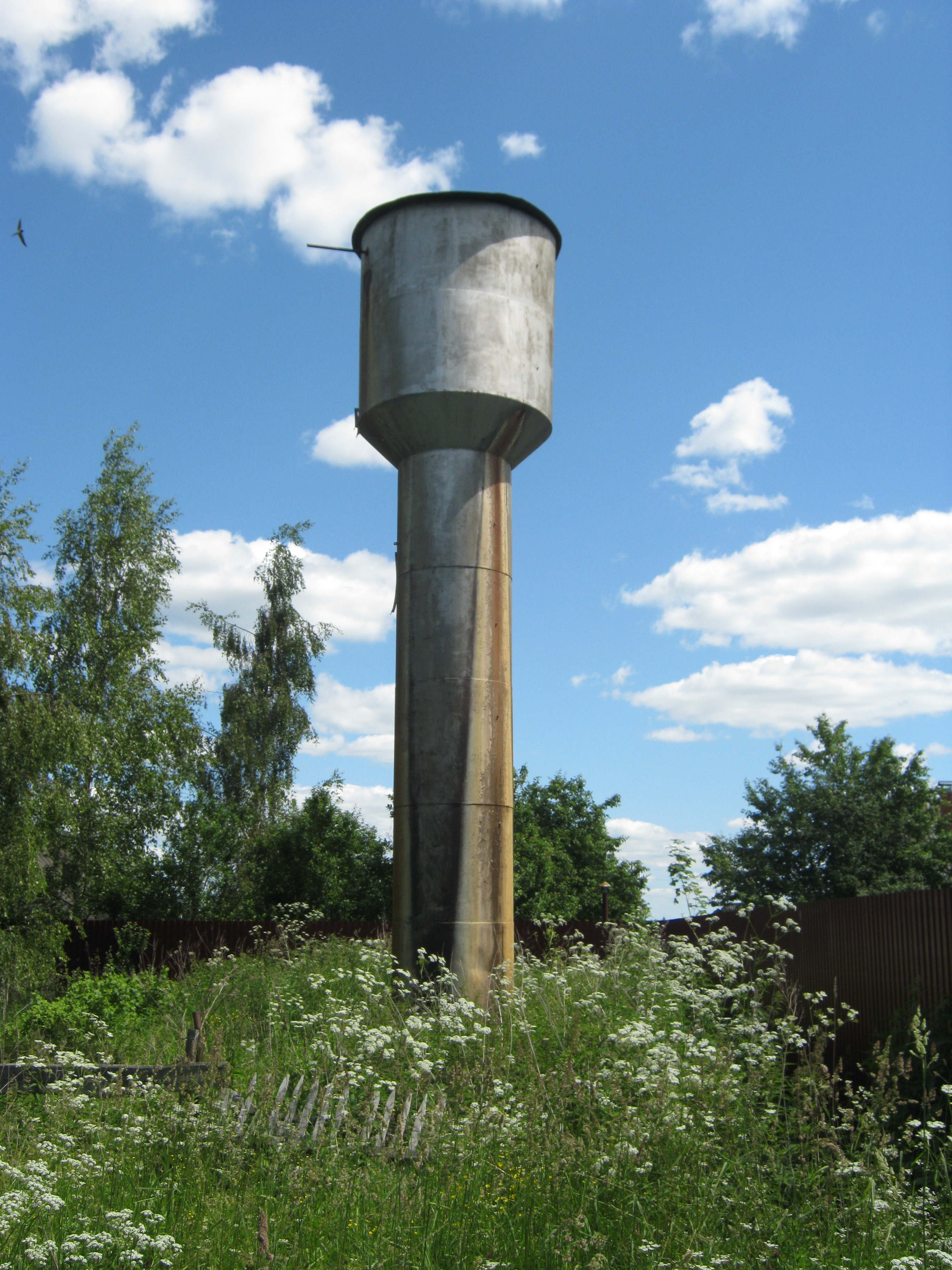
Водонапорная башня
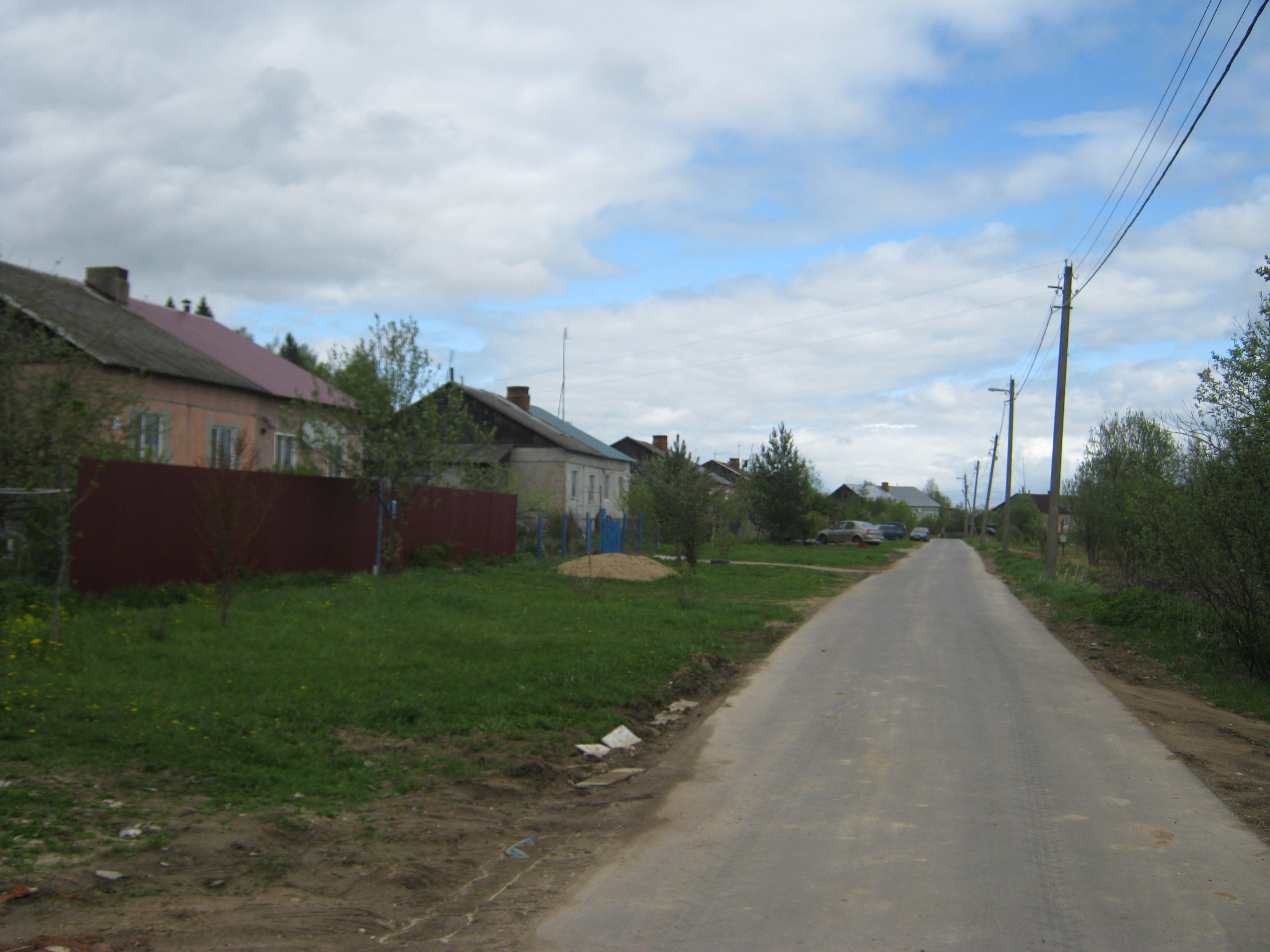
Улица в деревне Малое Крутое